# Hård vind
Hård vind er en dansk kortfilm fra 2012 med instruktion og manuskript af Mie Skjoldemose Jakobsen.

## Handling
En mand vender tilbage til sit barndomshjem for at konfrontere sin familie og ender med at måtte konfrontere sig selv.